# Rouvres-les-Bois
Rouvres-les-Bois ist eine französische Gemeinde mit 278 Einwohnern (Stand: 1. Januar 2022) im Département Indre in der Region Centre-Val de Loire. Rouvres-les-Bois gehört zum  Arrondissement Châteauroux und zum Kanton Levroux. Die Einwohner werden Rouvrois und Rouvroises genannt.

## Auszeichnungen
Die Gemeinde erhielt 2022 die Auszeichnung „Eine Blume“, die vom Conseil national des villes et villages fleuris (CNVVF) im Rahmen des jährlichen Wettbewerbs der blumengeschmückten Städte und Dörfer verliehen wird.

## Geographie
Rouvres-les-Bois liegt etwa 29 Kilometer nördlich von Châteauroux. Umgeben wird Rouvres-les-Bois von den Nachbargemeinden Poulaines und Buxeuil im Norden, Aize im Nordosten, Guilly im Osten, Fontenay im Südosten, Bouges-le-Château im Süden, Baudres im Westen und Südwesten sowie Vicq-sur-Nahon im Westen und Nordwesten.

## Bevölkerungsentwicklung
| Jahr                      | 1962 | 1968 | 1975 | 1982 | 1990 | 1999 | 2006 | 2013 | 2020 |
| Einwohner                 | 620  | 559  | 478  | 425  | 381  | 361  | 340  | 311  | 273  |
| Quelle: Cassini und INSEE |      |      |      |      |      |      |      |      |      |

## Sehenswürdigkeiten
- Kirche Saint Jérôme